# NGC 7436B
NGC 7436B is een spiraalvormig sterrenstelsel in het sterrenbeeld Pegasus. Het hemelobject werd op 2 december 1784 ontdekt door de Duits-Britse astronoom William Herschel.

## Synoniemen
- VV 84